# 1840-1849
De jaren 1840-1849 (van de christelijke jaartelling) zijn een decennium in de 19e eeuw.

## Meerjarige gebeurtenissen en ontwikkelingen

### Europa
- 1840 : Koningin Victoria van het Verenigd Koninkrijk huwt met Albert van Saksen-Coburg en Gotha, nicht en neef van de Belgische koning Leopold I.
- 1845-1850 : Internationale Aardappelcrisis. Vooral in Ierland slaat de crisis toe. Door de hongersnood hebben de reeds arme Ierse boeren niet alleen zelf niet te eten, ook de pacht aan de protestantse Engelse adel kan niet betaald worden. Doordat de oogst ook in andere delen van Europa mislukt stijgen de voedselprijzen. Tijdens de hongersnood blijven de Engelse landeigenaren Ierse boter en vlees naar Engeland exporteren, ook dit vergroot de problemen in Ierland. De adel jaagt de niet-betalende boeren van hun land, of verschaft geld voor de overtocht naar de Verenigde Staten. Een miljoen Ieren arriveren in gammele boten in de Nieuwe Wereld om een beter bestaan te zoeken. De Britse regering schaft de Graanwetten af, waardoor import van goedkoop graan mogelijk wordt. Daarmee hoopt Robert Peel de broodprijs te drukken en hongersnood te voorkomen. Zo leidt de Great Famin tot de invoering van vrijhandel en tot een scheuring van de Conservative Party.
- 1846 : De IJslandse vulkaan de Hekla spuwt zijn assen uit.
- 1846-1849 : In Spanje breekt de tweede Carlistenoorlog uit.
- 1848/49: Revoluties in heel Europa. In Frankrijk, Rome en Venetië wordt de republiek uitgeroepen. Hongarije onder Lajos Kossuth verklaart zich onafhankelijk. Het volgende jaar zijn deze echter weer onderdrukt.
- 1848-1851 : De Sleeswijk-Holsteinse kwestie leidt tot de Eerste Duits-Deense Oorlog.

Nederland

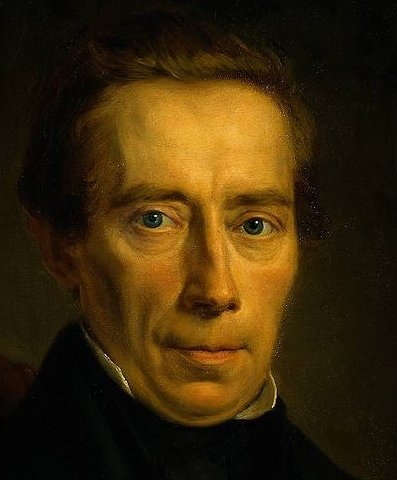
Johan Rudolf Thorbecke

- 1840 : Koning Willem I der Nederlanden treedt af ten gunste van zijn zoon.
- 1844 : Minister Johan Rudolph Thorbecke neemt het initiatief om de ministeriële verantwoordelijkheid in te voeren, en krijgt de steun van 20 van de 55 afgevaardigden. Willem II  wil er niet van horen, maar ook binnen zijn regering gaan stemmen op voor verandering.
- 1847 - Bij de onderdrukking van het Groninger hongeroproer komen 7 mensen om het leven.
- 1848 : Overal in Europa breken revoluties uit, Willem II geeft toe aan de Grondwetsherziening van 1848. Nederland wordt een parlementaire democratie.
- 1849 : Willem II sterft, hij wordt opgevolgd door zijn zoon Willem III der Nederlanden.

België
- Met de Nederlandse erkenning in 1839  eindigt het unionisme, het monsterverbond tussen katholieken en liberalen, dat sinds het ontstaan van België de staat bestuurd heeft. In 1846 houden de liberale krachten een congres waarop de Liberale Partij gesticht wordt. Deze wint de verkiezingen van 1847 en Charles Rogier wordt eerste minister.
- In de industriewijken is het beluik in zwang als huisvestingsvorm van arbeiders door de patroon. De eenkamerwoninkjes staan op een particulier erf dat 's avonds wordt afgesloten. Bekend uit deze jaren is het De Vreesebeluik in Gent.
- Van 1843 tot 1846 wordt de Kempense Vaart gegraven, die de Haven van Antwerpen verbindt met de Maas. Bovendien voert ze Maaswater aan waarmee in de Kempen uitgestrekte vloeiweides worden aangelegd, zoals de Watering rond Lommel-Kolonie. Als initiator voor dit systeem wordt oud-premier Barthélémy de Theux de Meylandt genoemd.

Azië
- 1839 - 1842: Eerste Opiumoorlog tussen het Verenigd Koninkrijk en China. Het Verenigd Koninkrijk neemt in 1841 bezit van het eiland Hongkong en kondigt aan hier een handelskolonie te willen stichten. Later dat jaar telt de nieuwe stad al zo'n 7500 inwoners. China is gedwongen vijf andere havens voor buitenlandse handel open te stellen. Shanghai bijvoorbeeld krijgt in 1843 een Britse, in 1844 een Amerikaanse en in 1848 een Franse concessie.
- De Britten voeren de Eerste Anglo-Afghaanse Oorlog, maar worden in 1842 uit Kaboel en Kandahar verjaagd door Akbar Khan. Wel maken ze zich meester van andere belangrijke gebieden in het Indisch subcontinent. In 1843 lijven ze Sind in en in 1849 veroveren ze de Punjab na zware strijd met de Sikhs.

Levant
1840 : Conventie van Londen. De Britten komen tussen in de Tweede Egyptisch-Ottomaanse Oorlog. Mohammed Ali van Egypte trekt zich terug uit de Levant.
Kolonialisme
- 1840 : Verdrag van Waitangi. Nieuw-Zeeland wordt een Britse kolonie.
- De Britse chirurg Campbell experimenteert vanaf 1841 in het Bengalese district Darjeeling met de aanplant van theestruiken. In 1850 gaat het gouvernement over tot productie op grote schaal.
- Tussen 1846 en 1849 zendt het Nederlandse gouvernement in Batavia de eerste, tweede en derde expeditie naar Bali.
- De suikerrietplantage Catharina Sophia wordt in 1843 overgenomen door de koloniale Surinaamse overheid, die er een modelplantage van wil maken, met een hoog rendement wat met behulp van de nieuwste technieken moet worden bewerkstelligd. In 1844 wordt een ultramoderne suikerfabriek neergezet. De plantage groeit uit tot de grootste suikeronderneming van Suriname en wordt in de volksmond Soekroegron (suikergrond) genoemd. Er werken honderden slaven.

Afrika
- 1843 : Natal (kolonie). De Britten annexeren de republiek Natalia. Natalia is een Boerenstaat gecreëerd in het Zoeloekoninkrijk door de Voortrekkers in 1839. De oorspronkelijke zwarte bewoners werden gedegradeerd tot tweederangsburgers. Na deze bezetting trekken de meeste Boeren weg en stichten Oranje Vrijstaat.
- 1847 : Liberia roept de onafhankelijkheid uit.

Amerika
- 1841 : Letters and Notes on the Manners, Customs and Conditions of North American Indians. De Amerikaanse schilder George Catlin trekt door Noord- en Midden-Amerika om leefwijzen en uitdossing van indianenvolkeren vast te leggen. Hij gaat ervan uit dat die bezig zijn uit te sterven.
- In Amerika neemt de druk op de Quakers steeds verder toe om te stoppen met de hulp aan de ontsnapte slaven. De leiding van het kerkgenootschap adviseert haar leden in 1842 te stoppen met de illegale hulp aan gevluchte slaven. Zij vindt dat een verbod op slavernij het beste via de democratische weg kan worden afgedwongen.
- John Charles Fremont onderneemt tussen 1843 en 1845 enkele ontdekkingsreizen door Californië. Opgewarmd door zijn reisverslagen trekken talrijke Amerikanen de Mexicaanse provincie binnen. Na de Bear Flag Revolt, waarbij ze zich onafhankelijk verklaren, stuurt president Polk Fremont opnieuw het gebied in om een oorlog uit te lokken. Even later ontstaat De Mexicaans-Amerikaanse Oorlog. De Verenigde Staten veroveren grote stukken van Mexico. De beweging Manifest Destiny, die op basis van de vermeende Anglo-Amerikaanse suprematie streeft naar gebiedsuitbreiding naar het westen. Dit gaat ten koste van de indianen en van Mexico.
- 1847 : Begin van de kastenoorlog. De Mayabevolking van Yucatán komt in opstand tegen de blanke kolonisten.
- 1848 : Vrede van Guadalupe Hidalgo. Mexico "verkoopt" een groot gebied voor US$15 miljoen aan de Verenigde Staten.
- 1848 : Californische goldrush.

- De Uruguayaanse Burgeroorlog duurt van 1839 tot 1851 en wordt gewonnen door de Colorados. Allerlei buitenlanden bemoeien zich met het conflict en een van de meestrijdende generaals is de Italiaanse revolutionair Garibaldi.

Communicatie en verkeer
- 1840 - De Schotse smid Kirkpatrick Macmillan ontwerpt de eerste trapfiets (een driewieler).
- De spoorlijn Amsterdam - Haarlem wordt doorgetrokken naar Den Haag en Rotterdam. Er komt ook een lijn Amsterdam - Utrecht, die later wordt doorgetrokken naar Arnhem.
- Tussen 1846 en 1850 bouwt de Engelse ingenieur Robert Stephenson de Britannia Bridge als spoorbrug tussen Wales en het eiland Anglesey. Het is een soort ijzeren bovengrondse tunnel die te duur in aanleg is om navolging te krijgen.
- 1844 - Samuel Morse verstuurt zijn eerste telegram via de elektrische telegraaf. Het net van telegraafposten wordt verder uitgebreid en in 1848 zijn alle Europese hoofdsteden aangesloten.
- Een Britse expeditie onder John Franklin vertrekt in 1845 om de Noordelijke Zeeroute te ontdekken. Ze raakt echter vast in het poolijs, en na twee jaar komen de opvarenden om van honger en kou.
- Er ontstaan lijndiensten met vaste vertrek- en aankomsttijden tussen Europa en Amerika met houten raderboten.

Revolutionaire theorieën
- Na zijn promotie in 1841 gaat Karl Marx in 1842 als journalist aan het werk bij de Rheinische Zeitung in Keulen. De armoede en rechteloosheid van de arbeidersklasse waarmee hij tijdens zijn onderzoek als journalist geconfronteerd wordt, legt de basis voor zijn sociale betrokkenheid. Hij vlucht na het verbod van de krant naar Parijs en vervolgens naar Brussel, waar hij het Communistisch Manifest schrijft. Met de woelingen van deze dagen heeft hij weinig affiniteit. De geschiedenis moet haar loop hebben, en die leidt uiteindelijk tot de dictatuur van het proletariaat.
- Vanuit een analyse van eigendom en arbeid komt Pierre-Joseph Proudhon tot de conclusie, dat de collectieve factor van de arbeid het zich toe-eigenen van het product van die arbeid onrechtvaardig maakt. Hij pleit voor afschaffing van de private eigendom en de vervanging daarvan door particulier bezit en vruchtgebruik.

Medisch
- De Schotse arts James Braid woont in november 1841 een demonstratie bij van de rondreizende mesmerist Charles Lafontaine. Braid begint met mesmerisme – zoals hypnose dan nog heet – te experimenteren en overtuigd dat hij de sleutel tot dit fenomeen heeft gevonden, begint Braid hierover lezingen te geven. Durand de Gros, die zich uitsluitend met dit fenomeen bezighoudt, bedenkt de term Braidisme voor wat later hypnose zal worden. In 1843 publiceert Braid Neurypnology, or, the rationale of nervous sleep, considered in relation with animal magnetism, zijn eerste en enige exposé dat echt een boek kan vullen. In het boek definieert hij termen als hypnose, hypnotiseren en hypnotiseur.
- John Perceval, zoon van een vermoorde Britse premier, weet na jaren van gedwongen opname in een psychiatrische inrichting vrij te komen en begint een campagne voor de hervorming van de krankzinnigenwet en een betere behandeling van de bewoners van krankzinnigengestichten, waarbij hij zichzelf eens aanduidt als “de procureur-generaal van Hare Majesteits gekken.” Hij verzamelt een kleine groep ex-bewoners, hun familieleden en medestanders waarmee hij in 1845 de Alleged Lunatic's Friend Society opricht. Het Genootschap voert campagne via het parlement, rechtbanken, plaatselijke gezagsdragers, openbare bijeenkomsten en voordrachten.
- In Berlijn ontdekt de arts Rudolf Virchow in 1845 leukemie, in 1846 laat hij zien hoe een bloedstolsel trombose en embolie veroorzaakt.

Wetenschap en techniek
- Het Dopplereffect wordt ontdekt door de Oostenrijkse natuurkundige Christian Doppler, die in 1842 dit verschijnsel voor zowel licht- als geluidsgolven beschrijft. In 1845 wordt het experimenteel getoetst door de Nederlandse natuurkundige Christophorus Buys Ballot. Hij doet dat door een groep hoornisten bij Utrecht in een open spoorwagon met hoge snelheid langs een groep waarnemers te laten rijden.
- De jonge Pruisische wiskundige Ferdinand Eisenstein maakt naam op de gebieden van getaltheorie en analyse. Zijn stelling over de bikwadratische reciprociteit wordt klassiek.
- Introductie van narcose door inhalatie van ether of chloroform.

Archeologie
- Tussen 1839 en 1843 bereizen Catherwood en Stephens uitgebreid het Mayagebied en bezoeken 44 Mayasteden, waarvan zij er enkele als eerste westerlingen ontdekken, waaronder Kabah, Quiriguá en Labná. Catherwood en Stephens doen voor het eerst serieus onderzoek naar de Mayavindplaatsen, en worden gezien als de herontdekkers van de Maya's.
- De directeur van de zoutmijn van Hallstatt nabij Salzburg (Keizerrijk Oostenrijk) laat na toevallige vondsten in de mijngangen veldonderzoek doen in de omgeving. Er worden meer dan 2500 oude graven ontdekt uit wat de Hallstattcultuur gaat heten.

Innovatie
- De Engelse fotograaf en astronoom John Herschel ontdekt de cyanotypie in 1842. Een jaar later is Anna Atkins degene die het toepast in de fotografie. Zij brengt een gelimiteerde serie boeken met cyanotypische afbeeldingen uit die varens en andere planten beschrijven.
- 1844 - De Zweedse chemicus Gustaf Erik Pasch vindt de lucifer uit.

Landbouw
- De Duitse scheikundige Justus von Liebig betoogt in zijn boeken dat men stikstof en fosfor aan de landbouwgrond moet teruggeven om uitputting te voorkomen. Hij gaat experimenteren met een oplossing van beendermeel in zwavelzuur.
- Ontdekt wordt dat de oeroude lagen mest op de vogeleilanden voor de kust van Chili en Peru rijk zijn aan mineralen en geschikt als landbouwmest. In 1844 komt het eerste schip met deze guano in Engeland aan. In de volgende jaren redt de export van guano Peru van een staatsbankroet.

Godsdienst
- 1847 : Op 24 juli wordt Salt Lake City gesticht door 143 mannen, 3 vrouwen en twee kinderen. De nederzetting wordt gevestigd aan de oostkust van het Great Salt Lake (het Grote Zoutmeer). Ze zijn De eerste Europeanen die zich vestigen in het gebied dat later bekend zal staan als Utah.
- 1847 : De Nederlandse predikanten Hendrik Scholte en Albertus van Raalte, beiden de Afscheiding van 1835 toegedaan, steken met hun hele gemeente de Atlantische Oceaan over en sticht Pella, Iowa.
- 1847 :  Dankzij de Franse invloed in het Osmaanse Rijk kan paus Pius IX het Latijns patriarchaat Jeruzalem herstellen. Ook wordt een aantal kloosterorden gesticht in de "Eeuwige Stad".
- 1847 : Sonderbund-oorlog. In Zwitserland proberen de katholieke staten zich af te scheuren van de Confederatie van de XXII kantons, daarna kreeg Zwitserland zijn eerste grondwet.
- 1848 : Paus Pius IX ontvlucht Rome.
- 1849 : De Romeinse Republiek wordt opgericht.

Kunst en cultuur

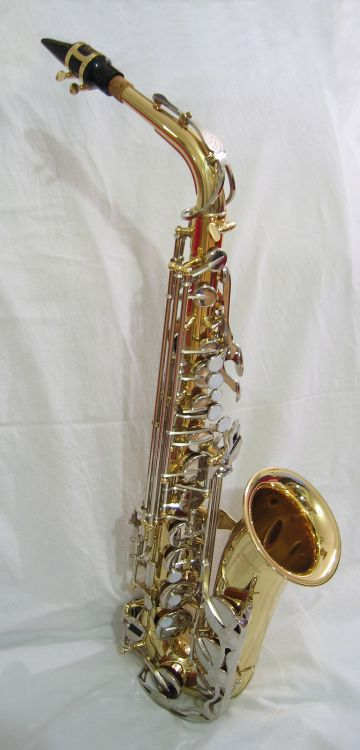
Altsaxofoon

- De Belg Adolphe Sax trekt in 1841 naar Parijs, waar hij zich toelegt op de ontwikkeling van nieuwe blaasinstrumenten: de Saxhoorn en de saxofoon.
- De dwarsfluit zoals we die nu kennen, wordt ontwikkeld door Theobald Böhm. Hij ontwerpt een kleppensysteem waardoor het mogelijk is om met tien vingers volledig chromatisch te kunnen spelen. In 1847 krijgt hij patent op dit Böhm-systeem.
- Vanity fair van William Thackery, De graaf van Monte Cristo (Alexandre Dumas père)  en David Copperfield van Charles Dickens verschijnen als feuilleton.
- Potgieter publiceert Jan, Jannetje en hun jongste kind; Truitje Bosboom-Toussaint Het Huis Lauwernesse.
- Van 1839 tot 1847 reist de pianist Franz Liszt door Europa. Het enthousiasme van het publiek is zo groot dat wordt gesproken van Lisztomania. In 1842 treedt hij op in Utrecht, in 1843 in Leiden.

<< · 1840 · 1841 · 1842 · 1843 · 1844 · 1845 · 1846 · 1847 · 1848 · 1849 · >>
<< · 1800-1809 · 1810-1819 · 1820-1829 · 1830-1839 · 1840-1849 · 1850-1859 · 1860-1869 · 1870-1879 · 1880-1889 · 1890-1899 · >>